# Timilequssuanngua

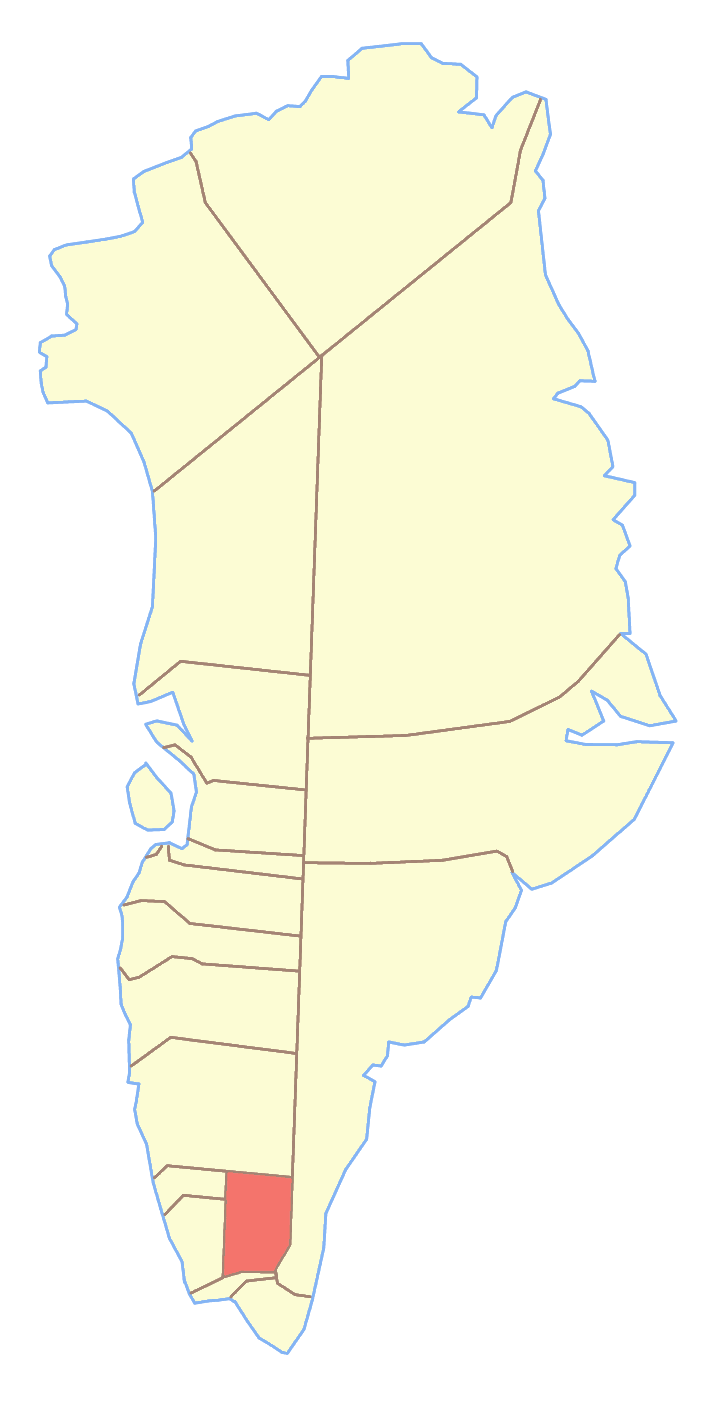
Ex comune di Narsaq, dove si trovava il Timilequssuanngua

Il Timilequssuanngua è una montagna della Groenlandia di 840 m. Si trova a 60°54'N 45°36'O; appartiene al comune di Kujalleq.